# Jarvis Bay
Jarvis Bay est un village d'été (summer village) du Comté de Red Deer, situé dans la province canadienne d'Alberta.

## Démographie
En tant que localité désignée dans le recensement de 2011, Jarvis Bay a une population de 203 habitants dans 75 de ses 134 logements, soit une variation de 10,9 % avec la population de 2006. Avec une superficie de 0,547 0 km2, Jarvis Bay possède une densité de population de 371,115 2 hab/km2 en 2011.
Concernant le recensement de 2006, Jarvis Bay abritait 183 habitants dans 75 de ses 153 logements. Avec une superficie de 0,547 0 km2, le village d'été possédait une densité de population de 334,6 hab/km2 en 2006.
| 2001 | 2006 | 2011 | 2016 |
| ---- | ---- | ---- | ---- |
| 124  | 183  | 203  | 213  |